# Scheda di trasporto

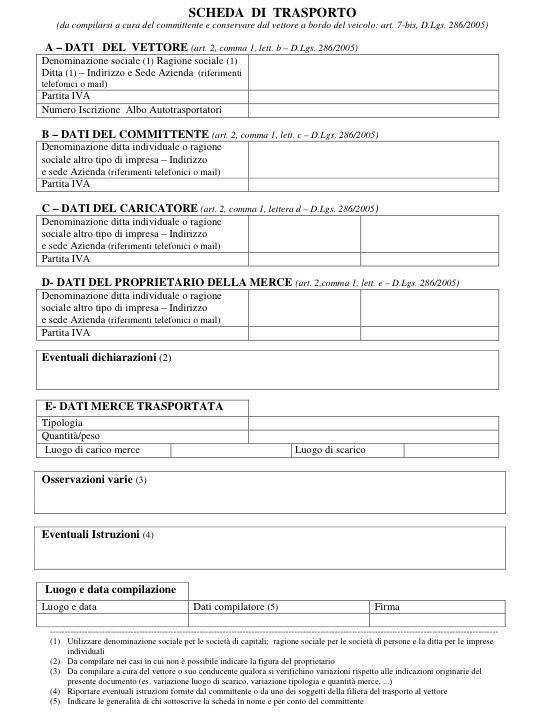
Modello indicativo di Scheda di trasporto

La scheda di trasporto era un documento riepilogativo previsto dalla legislazione italiana necessario all'individuazione dei soggetti giuridici, relativo all'autotrasporto.
Questa a partire dal 19 luglio 2009, veniva compilata dal committente (o in alternativa dal caricatore della merce) e deve essere conservata a bordo del veicolo, nella disponibilità del vettore (l'impresa che materialmente opera su strada).
Il decreto legislativo 286/2005 introduceva un documento obbligatorio di cui tutti i trasporti affidati in conto terzi dovevano avere una copia al seguito; venivano  comunque esclusi i trasporti effettuati in conto proprio e quelli svolti in ambito internazionale.

## Contenuto minimo obbligatorio
La normativa non imponeva l'utilizzo esclusivo di un modello prestabilito, tuttavia era richiesta la presenza di alcuni elementi essenziali così individuati,
- I dati anagrafici (denominazione, sede ecc.) e fiscali (partita IVA) del vettore (compreso il numero di iscrizione all'Albo Nazionale degli Autotrasportatori)
- Committente (e relativi dati)
- Caricatore (e relativi dati)
- Proprietario della merce (e relativi dati)
- Merce trasportata  (tipologia, quantità/peso)
- Luogo di carico della merce
- Luogo di scarico della merce
- Luogo e data di compilazione
- Dati del compilatore e firma (di chi sottoscrive la scheda in nome e per conto del committente)
- Eventuali istruzioni fornite al vettore dal committente o da uno dei soggetti della filiera del trasporto
- Osservazioni varie, da compilare a cura del vettore o suo conducente qualora si verifichino variazioni rispetto alle indicazioni originarie (es. variazioni del luogo di scarico, variazioni della tipologia o della quantità della merce, ecc.)

## Subvettori
Nel caso venissero utilizzati uno o più subvettori per l'esecuzione del trasporto, la funzione di committente (cioè colui che deve compilare la scheda di trasporto) passa al vettore l'obbligo di menzionare questa nuova figura tra i dati nella scheda di trasporto. L'inottemperanza poteva comportare la sanzione relativa alla erronea compilazione del documento.
È opinione comune che per l'indicazione del subvettore (che effettivamente realizza il trasporto), sia sufficiente il timbro della ditta dell'autotrasportatore, apposto sul documento, (solitamente da parte del conducente), tuttavia questa pratica risulta essere piuttosto grossolana e non priva di inesattezze.
In questi casi difatti, non vi è solitamente indicato il numero di iscrizione all'albo del nuovo vettore, non è specificato chi ha realmente compilato il documento (con relativa sottoscrizione), ne sarà possibile risalire ad una copia di codesto documento in possesso alla ditta che lo ha emesso.

## Sanzioni
In caso di controllo su strada il conducente doveva esibirlo alle autorità competenti, o in alternativa, mostrare copia del contratto di trasporto. In assenza di detta documentazione, era previsto il fermo del veicolo e la sua restituzione solo dopo l'esibizione della documentazione necessaria.
Il committente o chiunque non compilasse la scheda di trasporto, la altera, la compila in modo incompleto o non veritiero, era punito con la sanzione amministrativa da 600,00 a 1.800,00 euro.

## Aggiornamento delle norme
Alla fine del 2014 sono state introdotte modifiche al decreto legislativo del 2005 che ne riducono e semplificano l'uso; in particolare a tale disposizione ha soppresso la redazione e l'obbligo di mantenere a
bordo dei veicoli una scheda di trasporto o un documento equivalente.